# ناحیه نادی‌آتاد
ناحیهٔ نادْیْ‌آتاد (به مجاری:  Nagyatádi járás) یک ناحیه در مجارستان است که در شومودی واقع شده‌است. ناحیهٔ نادی‌آتاد ۶۴۷٫۰۷ کیلومتر مربع مساحت و ۲۶٬۰۰۳ نفر جمعیت دارد.